# 於曾氏
於曾氏（おぞし）は日本の氏族のひとつ。本姓は源氏。

## 沿革
人皇第56代清和天皇の苗裔、新羅三郎義光の後胤で甲斐源氏の一族である加賀美氏の支流である。
「於曽」は『和名類聚抄』に記載される山梨郡の管郷で、於曽郷は甲府盆地北東部の甲州市塩山に比定され、甲州市塩山上於曽・同塩山下於曽に遺称地が残される。
『三枝氏系図』 に拠れば、古代には甲斐の在庁官人で盆地東部に足跡が残されている三枝氏の三枝守国三男守継が「隠於介」を称しており、三枝氏の一族が当地に拠っていたと考えられている。
平安時代後期には甲斐国市河荘に配流された源義清・清光親子の子孫は甲斐源氏として甲府盆地各地へ進出して土着し諸氏が分出するが、於曽郷には甲斐源氏の一族である加賀美遠光の子で於曽姓を称する光経（於曽五郎）、光俊（於曽五郎、名は経光とも） の存在が知られ、甲斐源氏の一族が当地に拠り於曽氏を称していたと考えられている。戦国期、武田信玄の家臣筆頭格であった板垣信方が上田原の戦いにおいて討死した後、家督は嫡男の信憲が継いだが、不行跡のために武田信玄によって武田家から追放され、のちに誅殺された。これにより板垣家の嫡流は一旦断絶したが、翌年、板垣信方の娘婿であった於曾左京亮信安が、武田信玄の命を受けて板垣氏嫡流として再興した。これにより於曽氏に代わり武田家臣団に含まれる板垣氏が出現する。武田氏滅亡後は真田昌幸に仕え、のち加賀藩士となった。なお武田家から追放された板垣信憲の子孫からは、戊辰戦争で活躍した板垣退助が出ている。

## 於曽屋敷

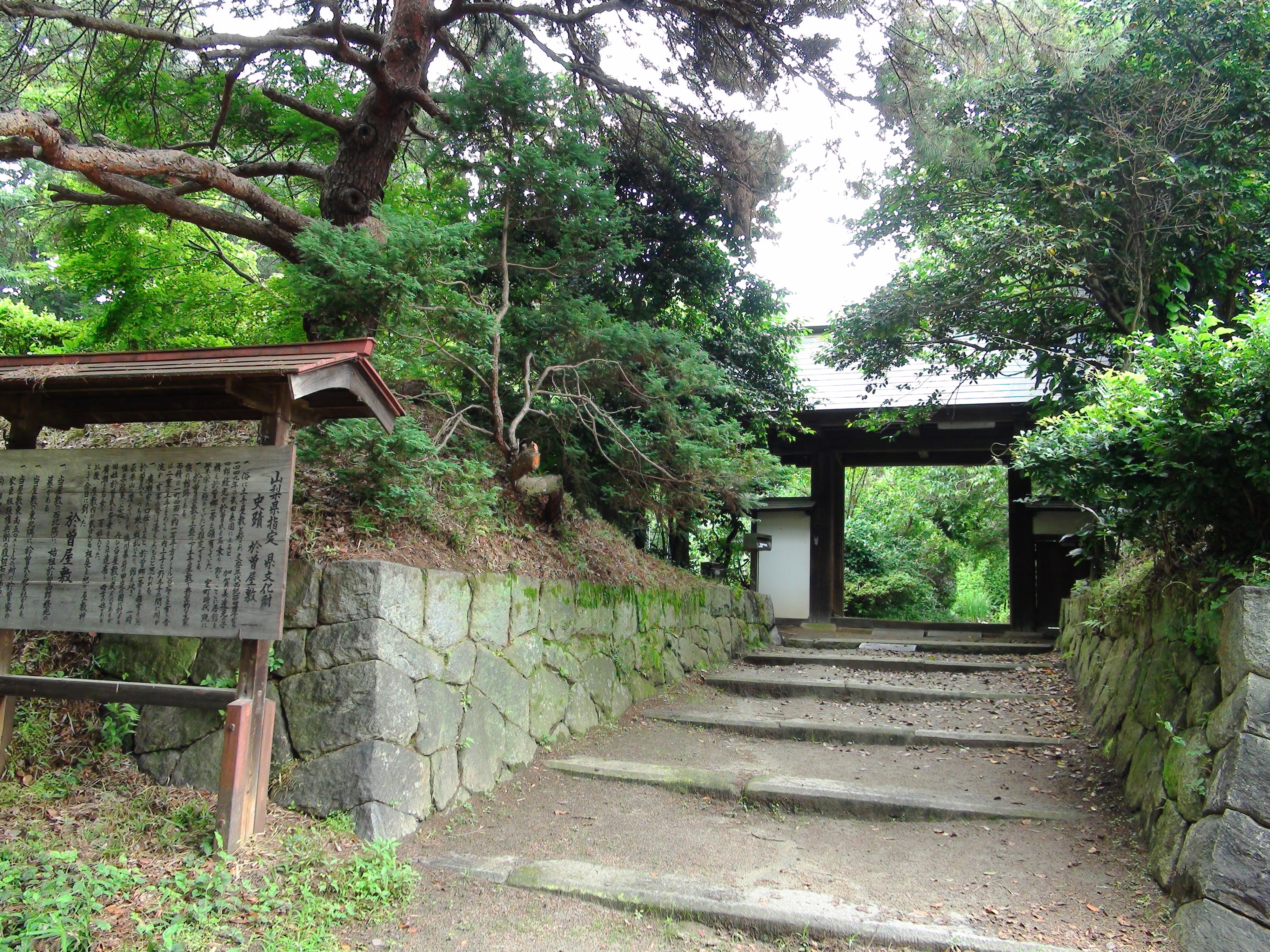
於曽屋敷

甲州市塩山下於曽には中世の土豪屋敷である於曽屋敷がある。於曽屋敷は良好な遺存状態の遺構が残される土豪屋敷跡で、周辺にも同時期の土豪屋敷が点在している。
於曽屋敷は館主については不明であるが、武田氏滅亡の際には於曾氏から板垣氏に改名した板垣信安に連なると思われる板垣権兵衛が附近で自害したとの伝承があり、切腹の際に腰を掛けたという、「板垣権兵衛の切腹石」が残されている。